# ロバート・コッキング

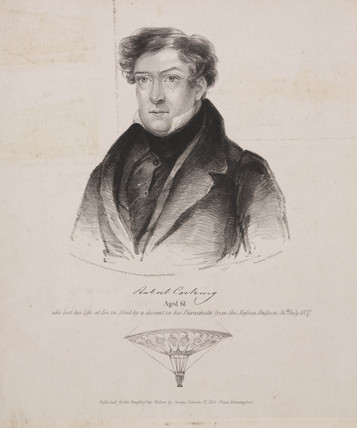
ロバート・コッキング

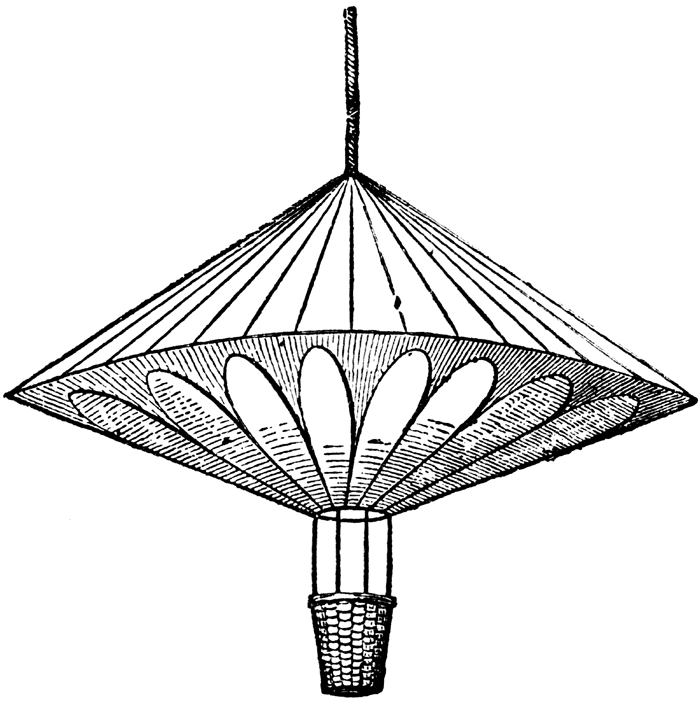
失敗したコッキングのパラシュート

ロバート・コッキング（Robert Cocking 、1776年 - 1837年7月24日）はイギリスの発明家である。パラシュートの改良を企てて、その最初の試験で墜死した。

## 生涯
ロバート・コッキングは水彩画家で、熱心なアマチュア科学者であった。1802年にフランス人アンドレ＝ジャック・ガルヌランが行なったイギリスで最初のパラシュート降下のデモンストレーションを見て、またジョージ・ケイリーの論文を読んで、パラシュートの改良を思いたった。1809年から1810年のケイリーの論文では、ガルヌランの傘型のパラシュートが降下時に不安定に揺れるのに対して、理論的に円錐型のパラシュートが安定すると論じた。コッキングは数年をかけてケイリーのデザインのパラシュートを開発した。32.61mの大きさで、まわりから3本の綱でゴンドラが支えられた。
コッキングは、気球ロイヤル・ナッソー号の所有者のチャールズ・グリーンとエドワード・スペンサーに頼んで、彼の発明品のテストを頼んだ。コッキングはすでに61歳になっており、パラシュート降下の経験もなかったが、気球の所有者は試験に同意し、試験を宣伝した。1837年7月24日、7時35分にグリーンらの操縦する気球に吊るされてコッキングの乗ったパラシュートは上昇を始めた。コッキングは2,400mからの降下を希望していたが、パラシュートと3人の乗員の重量で、気球の上昇速度は上がらず、1,500mで、それ以上上昇することはできなくなった。グリーンからそのことを知らされると、コッキングはパラシュートを切り離した。
多くの観衆が見守る中、パラシュートは早すぎる速度で降下し、パラシュートは内側にせばまり、さらに降下速度を増し、地上に達する前に壊れて、地上60mから90mでゴンドラが外れてしまった。コッキングは地面に叩きつけられて即死した。失敗の原因はパラシュートの大きさを決めるのにパラシュート自体の重量を計算に入れていなかったことや、その製作技術が稚拙であったことが挙げられる。後にアメリカ合衆国の気球乗りのジョン・ワイズの行なった試験によれば、より大きい寸法でしっかり作ってあれば、ガルヌランのものより、安定した降下が行なえることがわかった。コッキングの死亡事故は、切り離しから墜落までの様子が絵画として記録されている。
コッキングの事故によって、パラシュート降下のデモンストレーションは不人気となり、19世紀の末になってより安全なものが出現するまで、カーニバルやサーカスで行なうことは禁止されることになった。ガルヌランの傘型パラシュートの振動の問題は、後に排気穴を設けることで解決されている。

## 参考資料
- Jan Meyer (1985年8月). “Historical Review”.   parachutehistory.com. 2006年12月22日閲覧。
- “Poster advertising the event”.   Science and Society (1837年). 2006年12月22日閲覧。
- “Cocking’s parachute descent, 24 July 1837”.   Science and Society (2004年). 2006年12月22日閲覧。
- “World Aviation in 1804: Sir George Cayley”.   Century of Flight. 2006年12月22日閲覧。
- "Parachute". Encyclopædia Britannica (11th ed.). London: Cambridge University Press. 1911.